# La Costera
Para la localidad del municipio de Liérganes véase La Costera (Cantabria)
La Costera es una comarca en la provincia de Valencia de la Comunidad Valenciana, en España. Limita al norte con las comarcas de la Canal de Navarrés y la Ribera Alta, al este mínimamente con la Safor, al sur con el Valle de Albaida y al oeste con el Alto Vinalopó (esta última, situada en la provincia de Alicante).

## Municipios
| Municipio               | Nombre oficial          | Población (2024) | Superficie | Densidad |
| ----------------------- | ----------------------- | ---------------- | ---------- | -------- |
| Játiva                  | Xàtiva                  | 30 378           | 76,56      | 381,80   |
| Canals                  | Canals                  | 13 415           | 21,86      | 621,55   |
| Alcudia de Crespins     | l’Alcúdia de Crespins   | 5438             | 5,17       | 997,48   |
| Mogente                 | Moixent/Mogente         | 4373             | 170,23     | 25,27    |
| Llosa de Ranes          | la Llosa de Ranes       | 3736             | 7,10       | 503,52   |
| Vallada                 | Vallada                 | 3079             | 61,50      | 49,41    |
| Genovés                 | el Genovés              | 2823             | 15,16      | 187,47   |
| Fuente la Higuera       | la Font de la Figuera   | 2043             | 84,34      | 24,16    |
| Barcheta                | Barxeta                 | 1586             | 28,50      | 56,17    |
| Rotglá y Corbera        | Rotglà i Corberà        | 1158             | 6,20       | 183,55   |
| Montesa                 | Montesa                 | 1134             | 48,10      | 24,20    |
| Llanera de Ranes        | Llanera de Ranes        | 1057             | 9,30       | 113,44   |
| Lugar Nuevo de Fenollet | Llocnou d’en Fenollet   | 924              | 1,53       | 598,69   |
| Novelé                  | Novetlè                 | 849              | 1,47       | 569,39   |
| Cerdá                   | Cerdà                   | 367              | 1,52       | 217,76   |
| La Granja de la Costera | la Granja de la Costera | 294              | 0,83       | 343,37   |
| Vallés                  | Vallés                  | 148              | 1,24       | 126,61   |
| Torrella                | Torrella                | 150              | 1,14       | 128,07   |
| Estubeny                | Estubeny                | 109              | 6,40       | 18,90    |
| Total                   |                         | 73 061           | 548,15     | 130,48   |

La Costera se encuentra ubicada dentro del ámbito lingüístico valencianoparlante.

## Delimitaciones históricas
La comarca de La Costera es de creación moderna, en el año 1989, y comprende parte de las antiguas comarcas de la Valle de Montesa, la Costera de Ranes, y la Huerta de Játiva, además del municipio de Estubeny (antigua comarca de la Ribera Alta). Estas comarcas antiguas aparecen en el mapa de comarcas de Emili Beüt "Comarques naturals del Regne de València" publicado en el año 1934.